# Holly Dunford
Pour les articles homonymes, voir Dunford.
Holly Dunford, née le 14 octobre 1999, est une rameuse britannique.

## Carrière
Elle fait des études en géographie et sciences politiques à l'université de Washington.
Lors de la dernière des compétitions d'aviron aux Jeux olympiques d'été de 2024, elle remporte avec l'équipage britannique la médaille de bronze en huit.